# Хутір Мриги
Хутір Мриги — невеликий хутір на південній околиці Києва, у Голосіївському районі. Відокремлений від основної міської забудови Конча-Заспівським лісництвом.

## Історія
Точна дата виникнення хутора невідома, ймовірно, це кінець XIX століття. Хутір не згадується, можливо через свої невеликі розміри, ані у джерелах кінця XVIII століття, ані у Л. Похилевича в його «Сказаннях про населені місцевості Київської губернії».
У 1900 році в Києві вийшов розширений статистичний «Список населених місць Київської губернії», де описуються найдрібніші поселення, в тому числі, і «казенний» хутір Мриги, помилково названий хутором Мричі. За даними «Списку» хутір у 1900 році відносився до присілку Віта-Литовська Хотівської волості, і мав 6 подвір'їв, де мешкало 37 осіб:
|  | Хутір Мричі при присілку «Литовська-Віта» (казенний). У ньому подвір'їв — 6, мешканців обох статей — 37 осіб, з них чоловіків — 17 і жінок — 20. Головне заняття мешканців — хліборобство. Відстань від повітового міста до хутора — 16 верст, від найближчих: залізничної станції — 14 верст, пароплавної — 10 верст, поштово-телеграфної — 14 верст, поштової (земської) — 13 верст. Залізнична станція має назву — „Київ II“, пароплавна — „Китаїв-Коник“. Поштово-телеграфна станція розташована у селі Деміївка, поштово-земська — в селі Хотів. При хуторі Мричі нараховується землі — 14,29 десятин, що належать колишнім державним селянам. Господарство ведеться по трипільній системі. Хутір є складовою частиної присілків Литовської Віти та Ходасівки. Оригінальний текст (рос. дореф.) [Х. Мрычи, при д. «Литовская-Вита» (казенный). Въ немъ дворов — 6, жителей обоего пола — 37 чел., изъ нихъ мужчин — 17 и женщинъ — 20. Главное занятіе жителей — хлѣбопашество. Разстояніе отъ уезднаго города до хутора — 16 верстъ, отъ ближайшихъ: желѣзнодорожной станціи — 14 верстъ, пароходной — 10 верстъ, почтово-телеграфной — 14 вер., почтовой (земской) — 13 верстъ. Желѣзнодорожная станція носитъ названіе — „Кіевъ II“, пароходная — „Китаевъ-Коникъ“. Почтово-телеграфная станція находится въ с. Деміевкѣ, почтово-земская — въ с. Хотовѣ. Въ хут. Мрычи числится земли — 14,29 десятинъ, принадлежащихъ б. государственнымъ крестьянамъ. Хозяйство ведется по трехпольной системѣ. Хуторъ составляетъ часть дд. Литовской Виты и Ходасовки.] Помилка: [undefined] Помилка: {{Lang}}: немає тексту (допомога): невпізнаний код мови: ru-dor (допомога) |

У 1913 році на південь від Києва почали будувати вузькоколійну залізницю Германівка — Пост-Волинський, яка мала проходити поблизу хутора Мриги, проте будівництву завадила Перша Світова війна.
Хутір Мриги (помилково названий Мриче) згадується у «Списку поселень Київщини» за 1924 рік. За даними цього довідника хутір відносився до Литовсько-Вітовської сільради Хотівського району. Тут мешкало 56 осіб, з них 26 чоловіків і 30 жінок. Відстань до сільради складала 4,5 версти, до райцентру — 8 верст.
Більш розгорнутий опис можна знайти у Записках Історично-Філологічного відділу УАН за 1927 рік. Хутір вказаний із правильной назвою — Мриги:
|                                                                 | Мриги — невеликий, усього кілька селянських дворів з 56 хуторянами, осаджений біля садиби карбівничого хутір (звязаний адміністраційно з сільрадою Литовської Віти) Хотівських волости й (колишнього) району в кол. Київському повіті, розкинутий на краю передгірнього болота на Київо-Обухівському трахті, навпроти недалеких Ходосівки й хутора Березового, загублений серед бору й досить віддалений од инших сусідніх сіл. В безпосередньому сусідстві з цим хутором, лиш за кілька сот кроків на південний схід від нього, в місці, де проходить полотно недобудованої Київо-Германської залізниці, останнє перетинає з першого погляду малопомітний, що дуже розпався від часу, проте й тепер чималий, земляний насип... |
| — Л. Добровольский, Записки Історично-Філологічного Відділу УАН | |

У 1930-х роках біля хутора Мриги пролягла перша лінія оборони новоствореного Київського укріпленого району. Її глибина у напрямку Юрівка — Мриги сягала 1,5-2 км, лінія мала також споруди для фланкувального вогню. Поблизу хутора були зведені кілька ДОТів: № 102, № 104 «Стійкий», № 105 «Непохитний», № 106 «Непокірний», № 107 «Завзятий» (командно-спостережний опорний пункт).
У червні 1941 року, коли почалася оборона Києва, у районі хутори Мриги точилися запеклі бої. Пам'ять про загиблих у цих боях увічнена у Народному меморіалі героям оборони Києва в 1941 р., розташованому за 1,7 км на північ від хутора.
Неподалік хутора 19 липня 1943 року, під час тренувань розбився літак Угорських ВВС Junkers 87 D3 (Werk Nm 110349) B635, капрал Arany Miklos і сержант Tarr Ferenc загинули.

## Розташування
Хутір Мриги розташований біля південної межі Києва, на схід від села Ходосівка та на північний схід від села Підгірці. На північ від хутора простягається Голосіївський національний природний парк. Хутір оточений кількома невеликими озерами, найбільше з яких має назву Шапарня.

## Інфраструктура
Головна вулиця хутора — Старообухівська вулиця, яка з'єднує Мриги з Києвом, за Мригами переходить у Заболотний провулок. Громадський транспорт не курсує. На захід від Хутора розташована залізнична станція Підгірці

## Хутір Мриги в літературі
Філософ, громадський діяч і дисидент Василь Семенович Лісовий кілька разів згадує хутір у своїх спогадах:
|                            | На південь від Києва Дніпро відразу ж відступає від високих крутих схилів, утворюючи широку низину. В ній розкидані села, неначе випали з торби мандрівного дяка, що добирався до Києва: Мриги, Конча-Заспа, Козин, П'ятихатки, Таценки, Українка |
| — Розділ І. Початок дороги | |

|                      | Десь на початку війни вона [мати] пішла пішки в Київ з ряжанками і, повертаючись додому, тяжко захворіла (запалення легень). Її виходили чужі люди в селі Мриги. Але відтоді слово «Мриги» застрашливо діяло на нашу уяву. |
| — Розділ ІІІ. Школа. | |

## Галерея

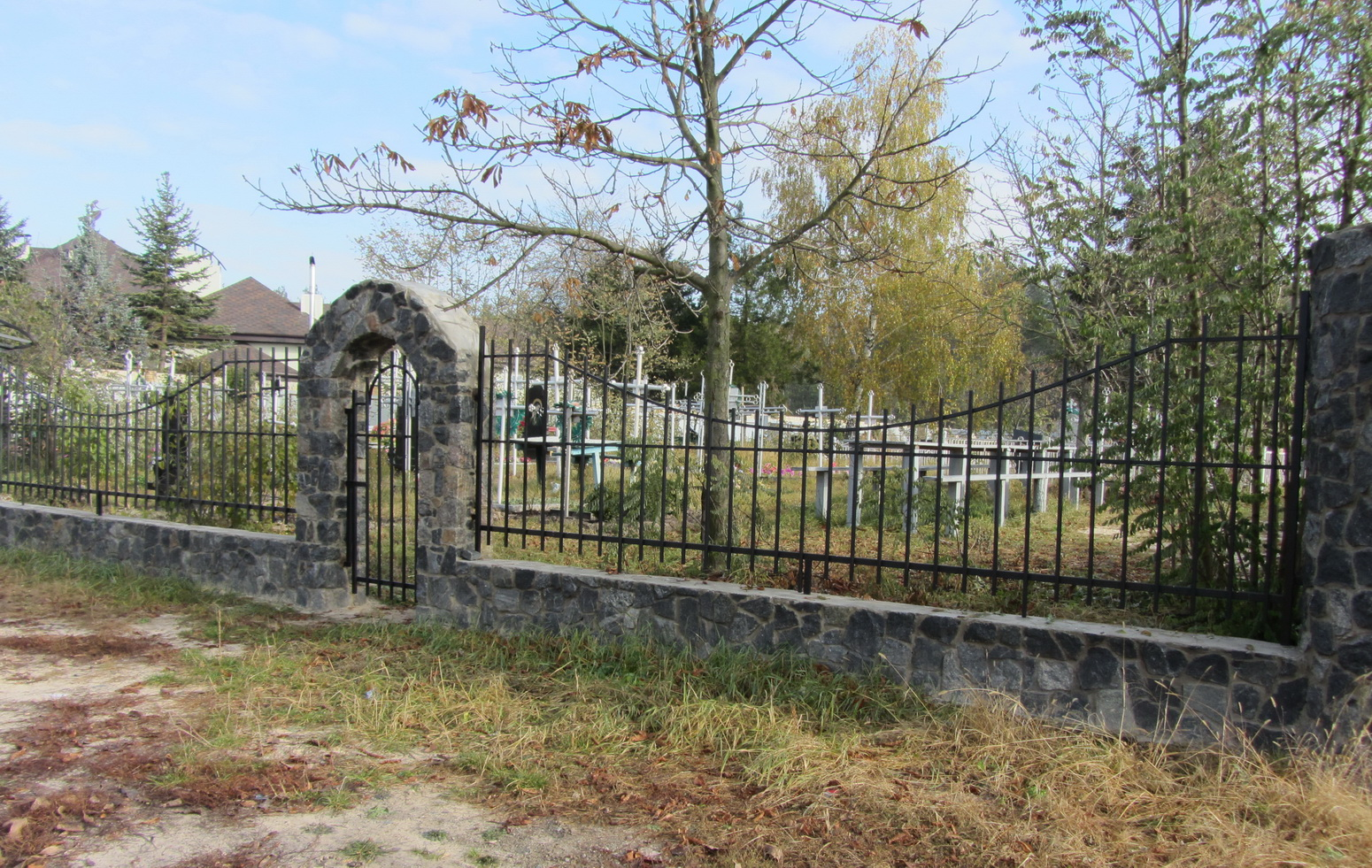
Кладовище хутора Мриги
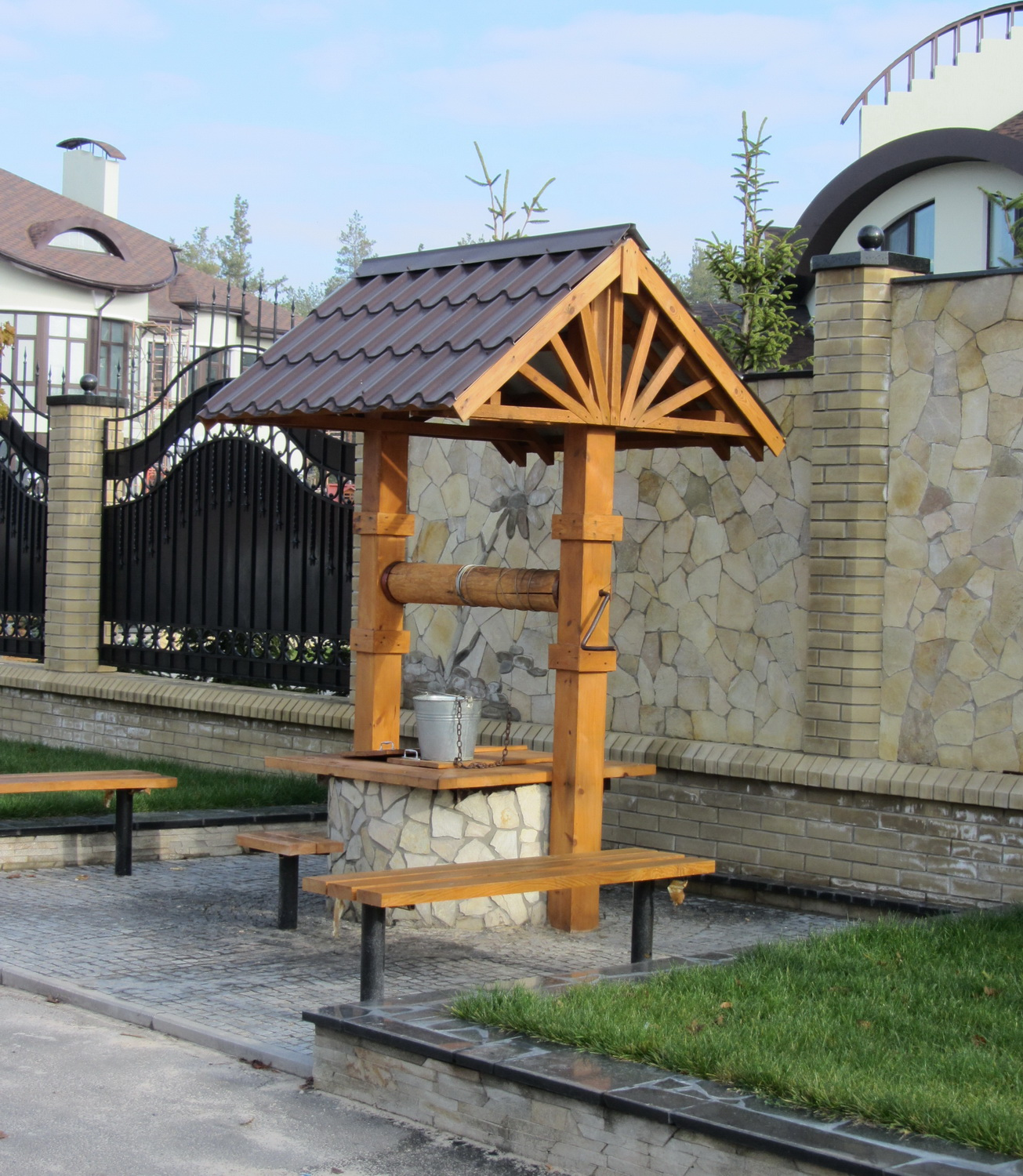
Колодязь біля одного з будинків
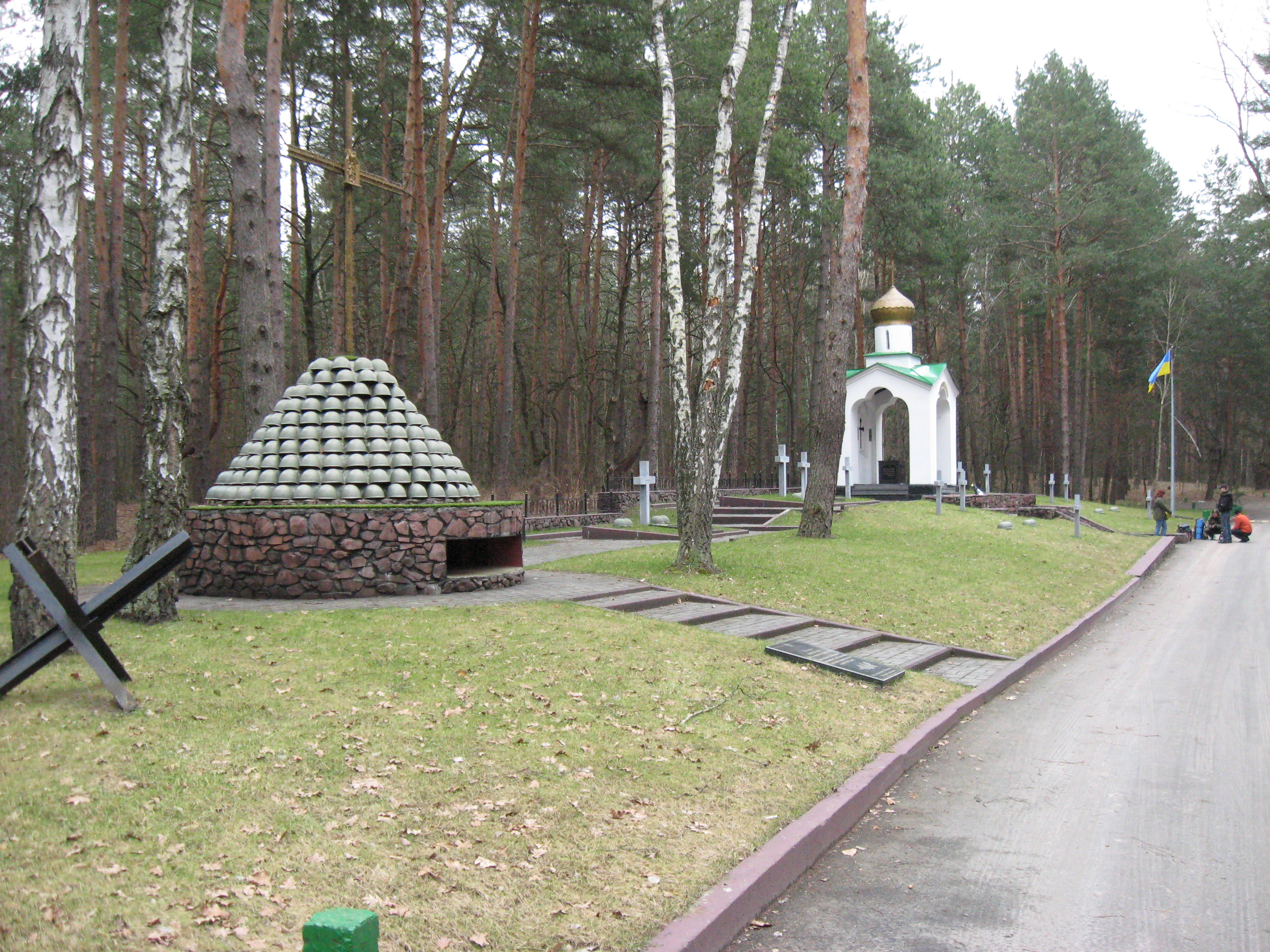
Народний Меморіал
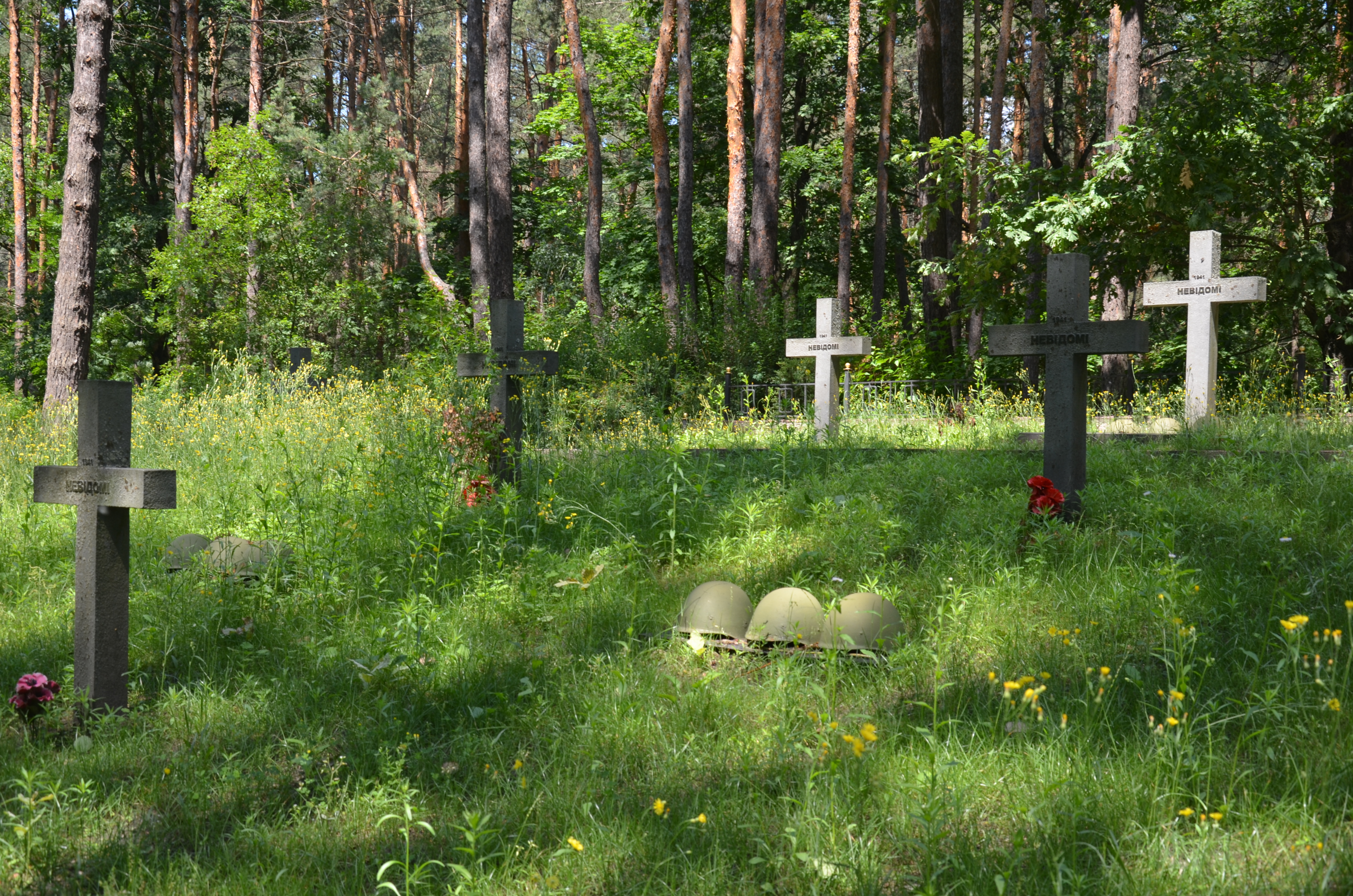
Народний Меморіал
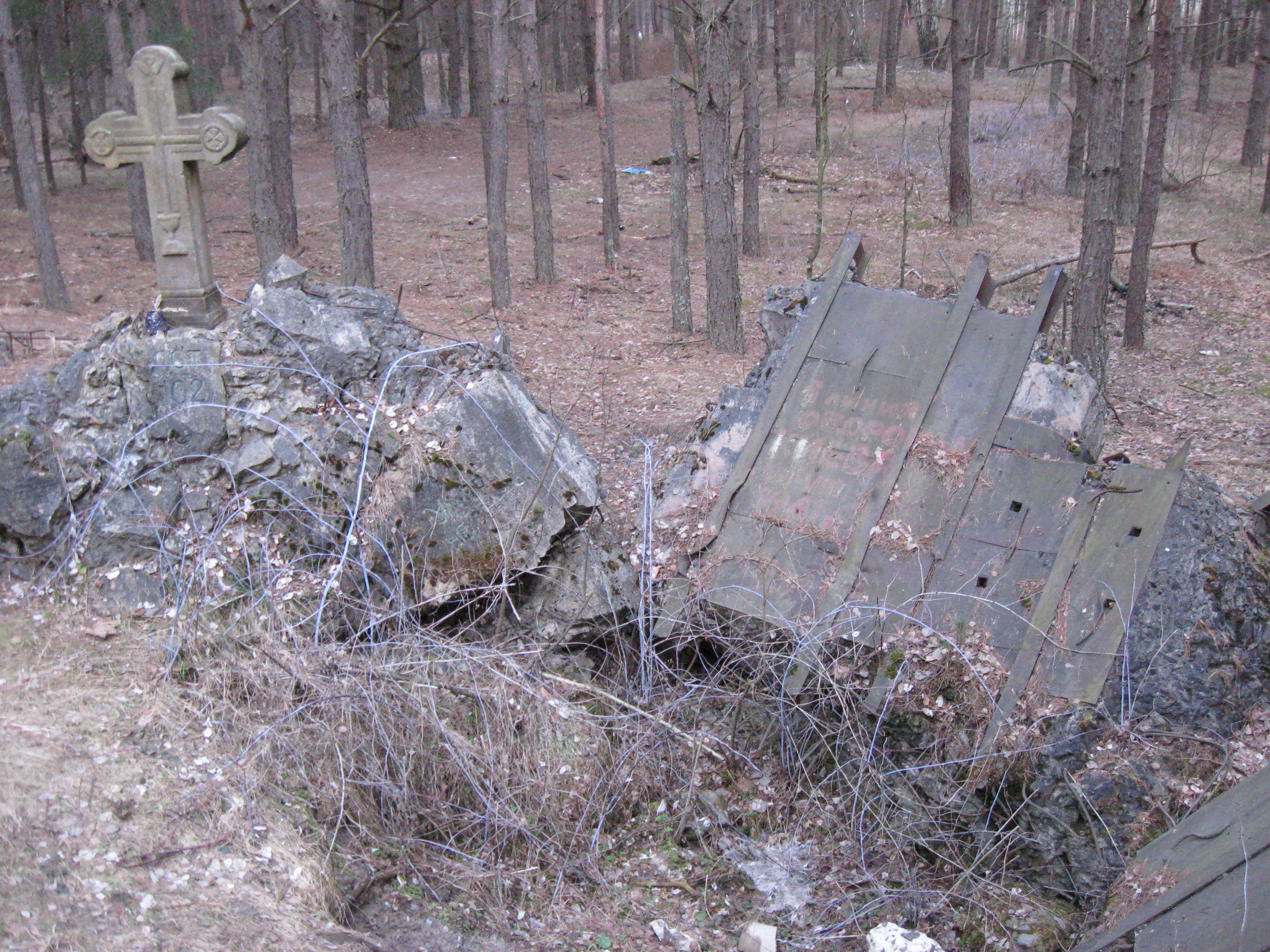
ДОТ № 102
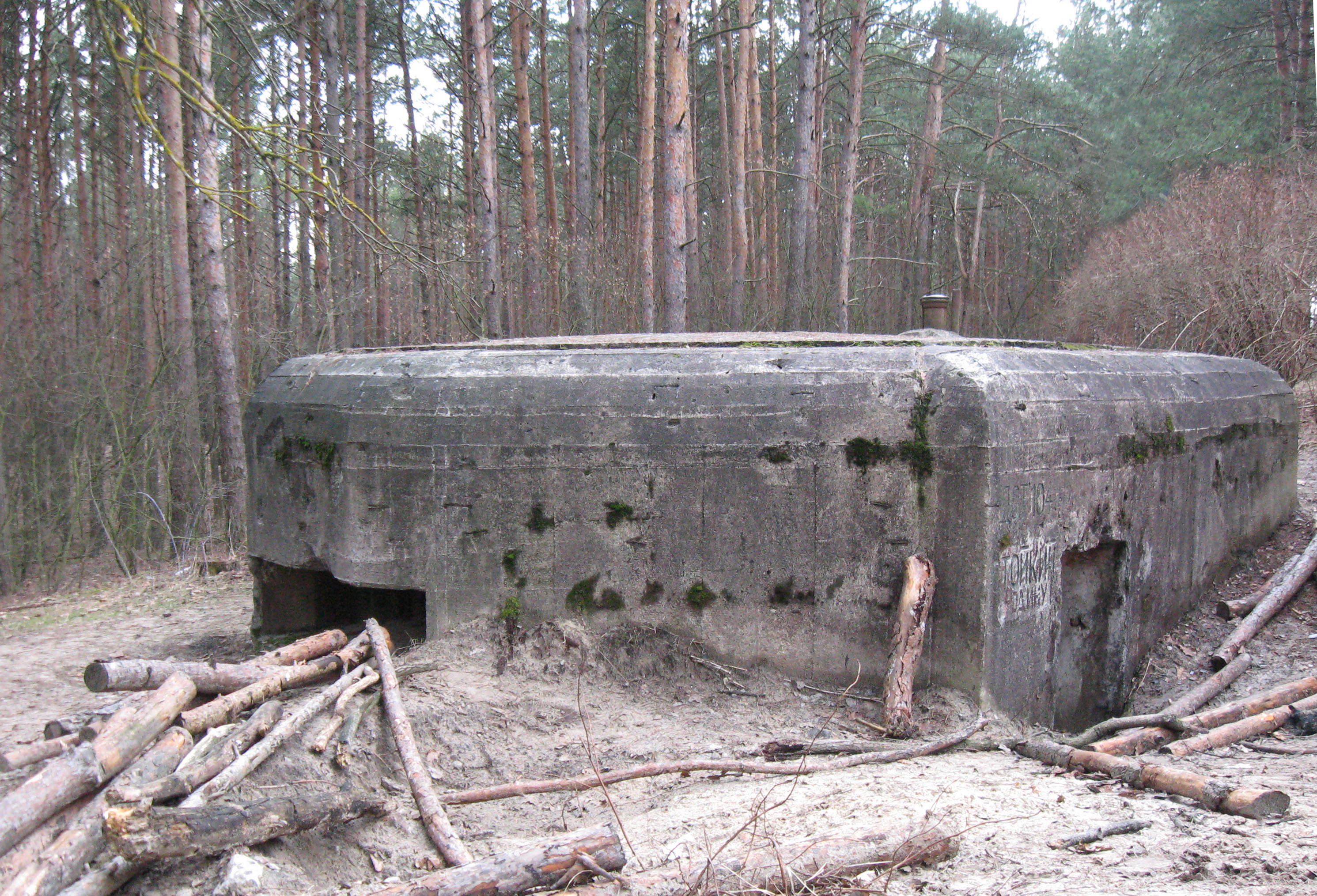
ДОТ № 104 «Стійкий»
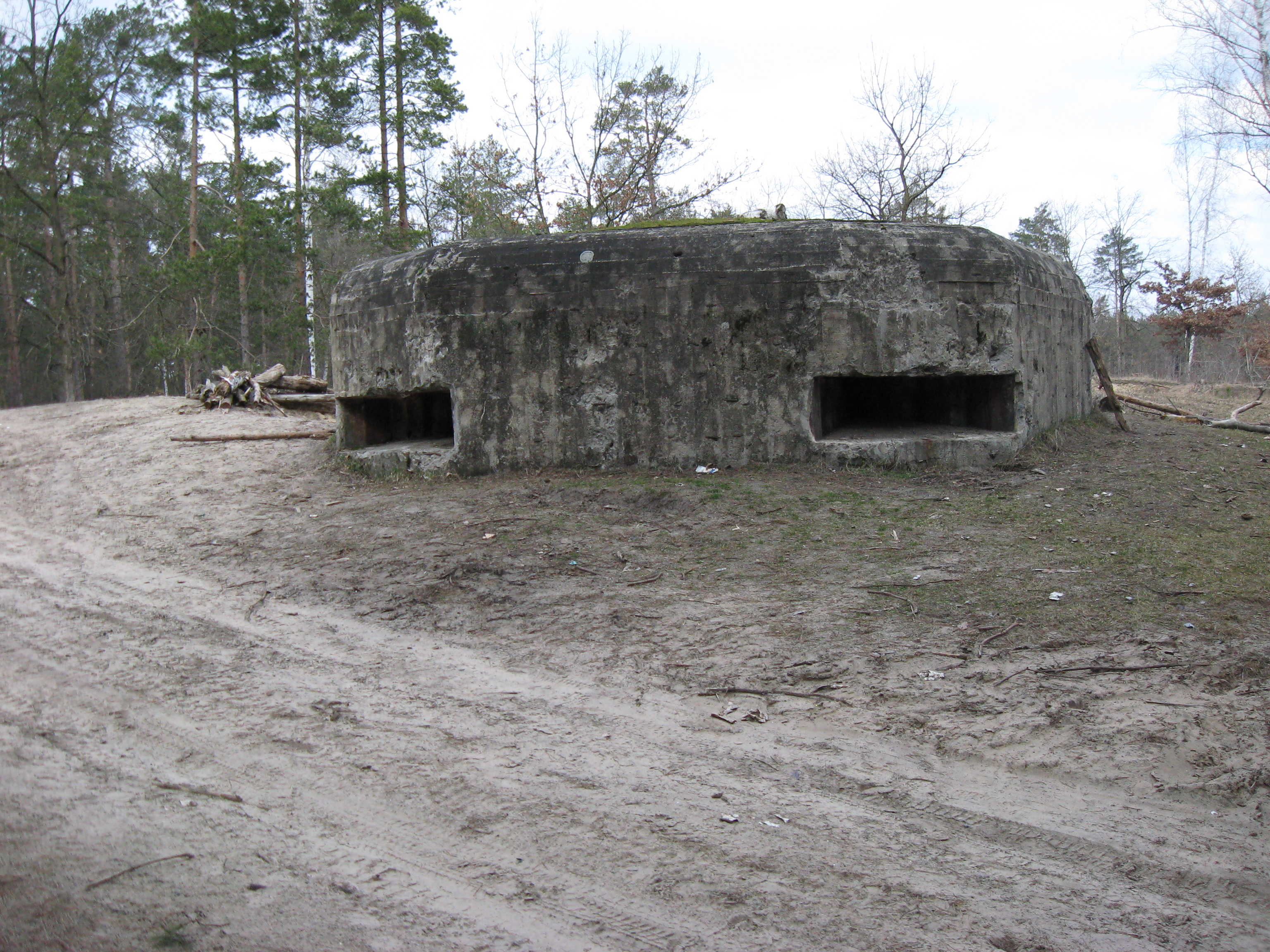
ДОТ № 105 «Непохитний»
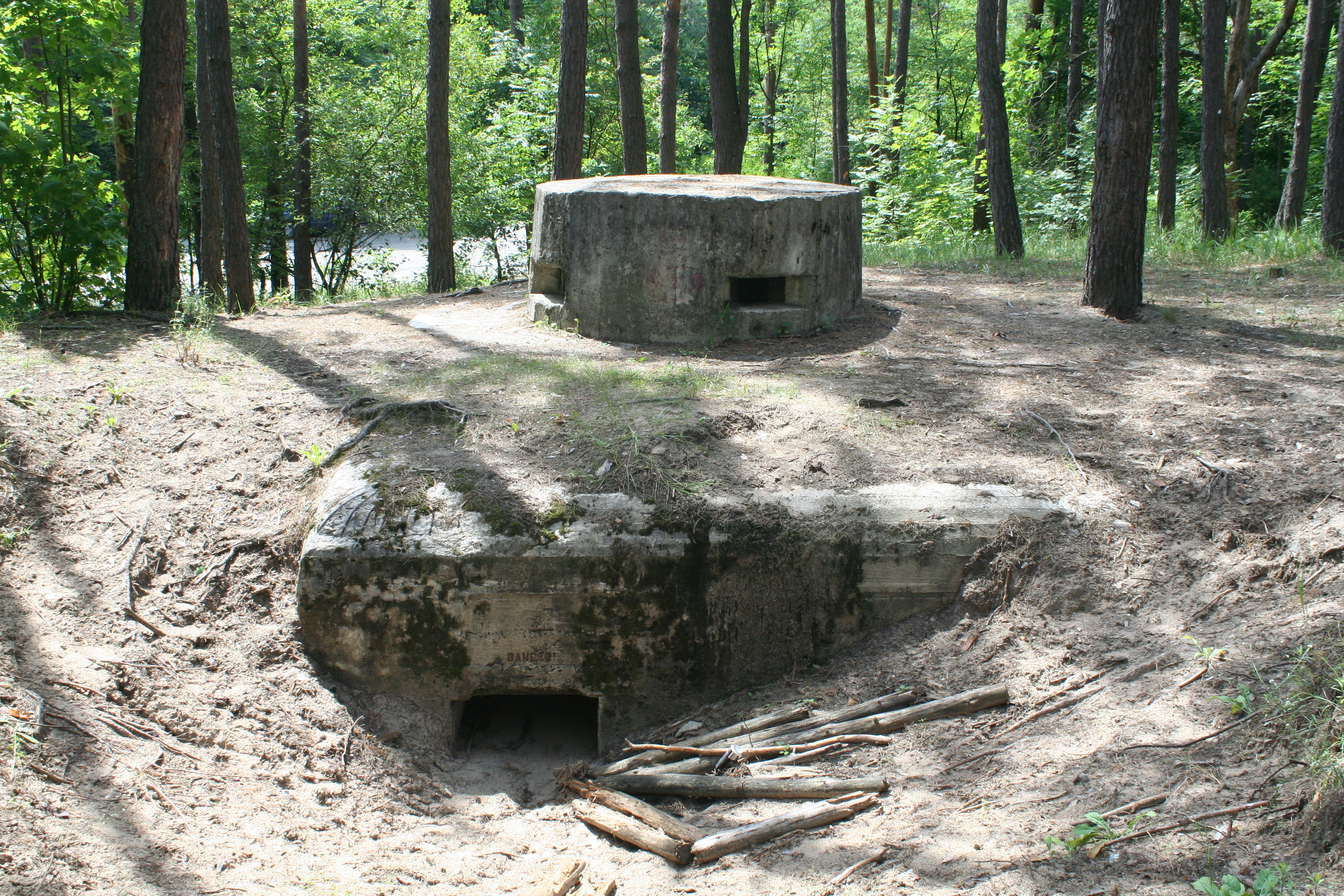
ДОТ № 107 «Завзятий»
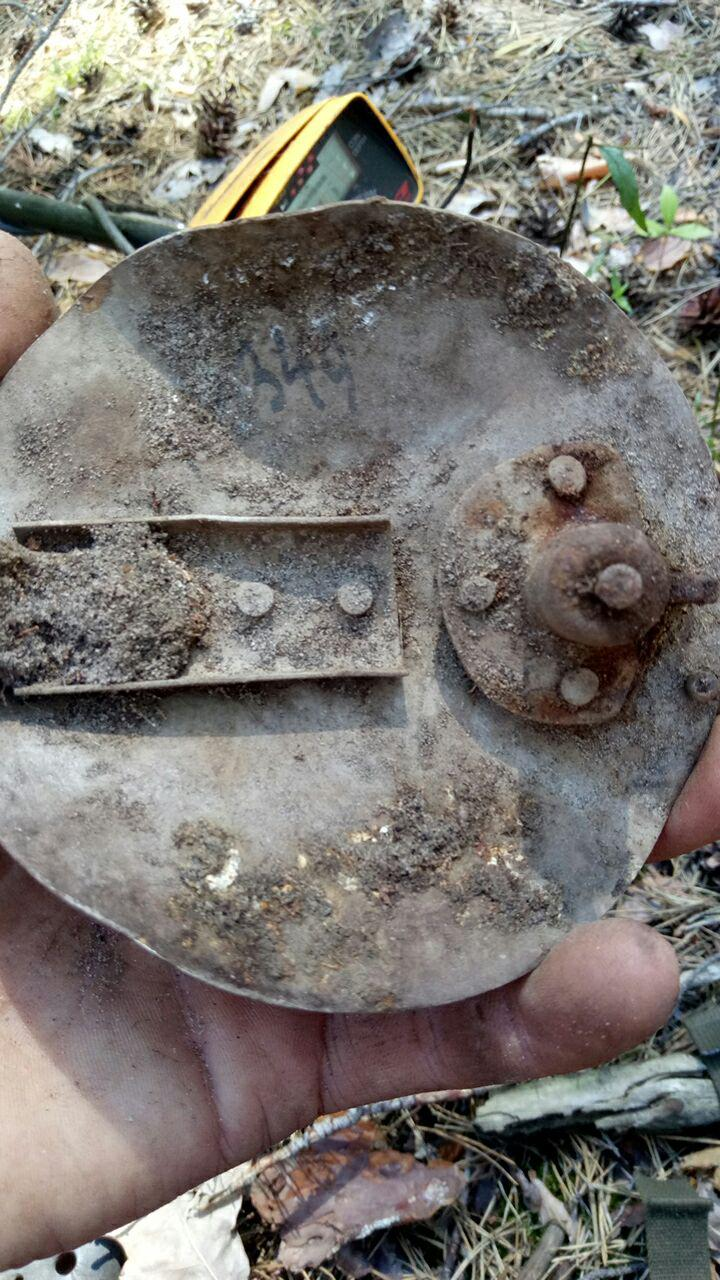
Лючок  юнкерс 87 з серійним номером  знайденний серед обломків літака неподалік хутора
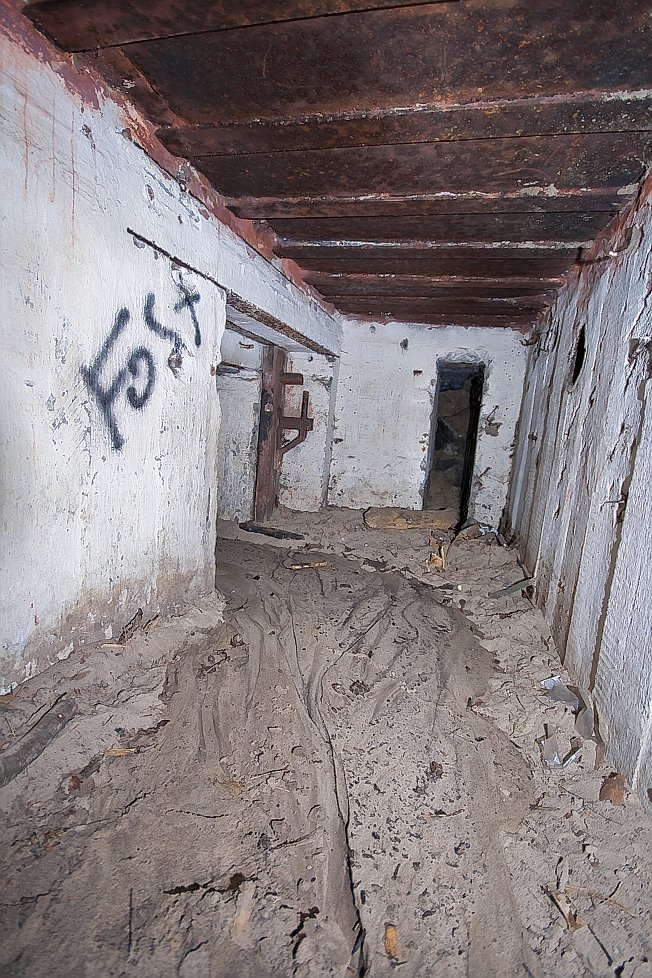
Дот 107
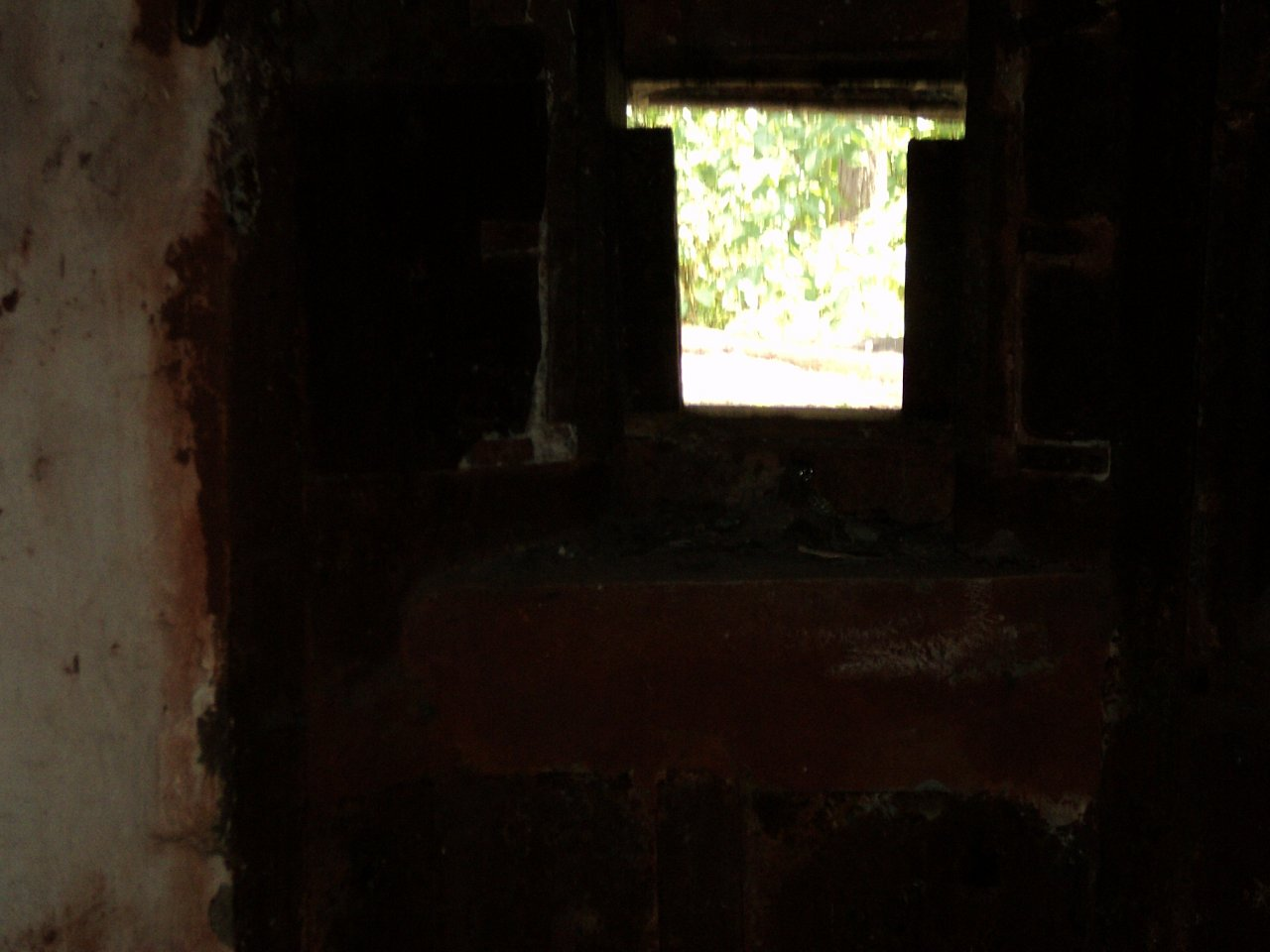
Дот 104
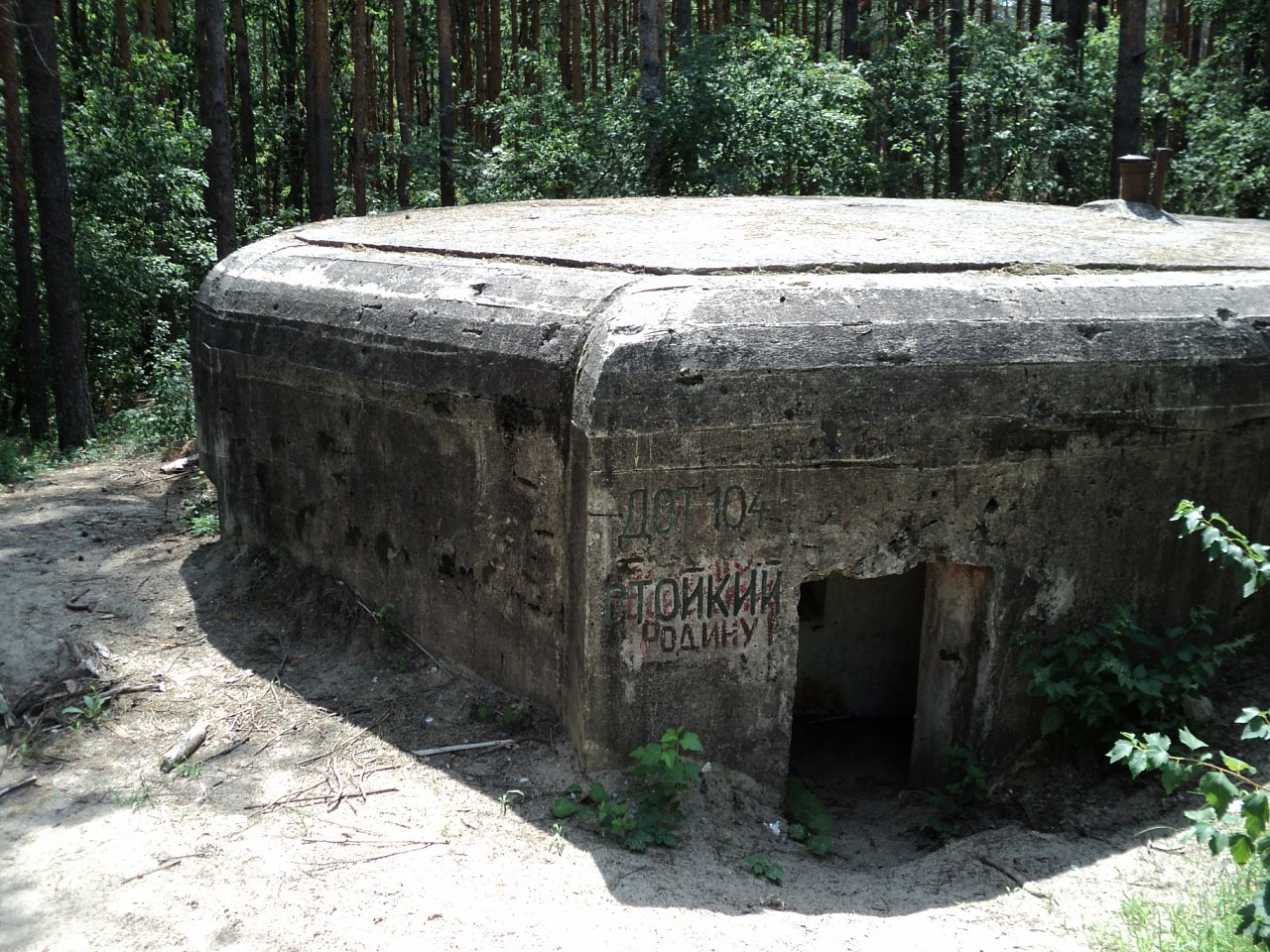
Дот 104
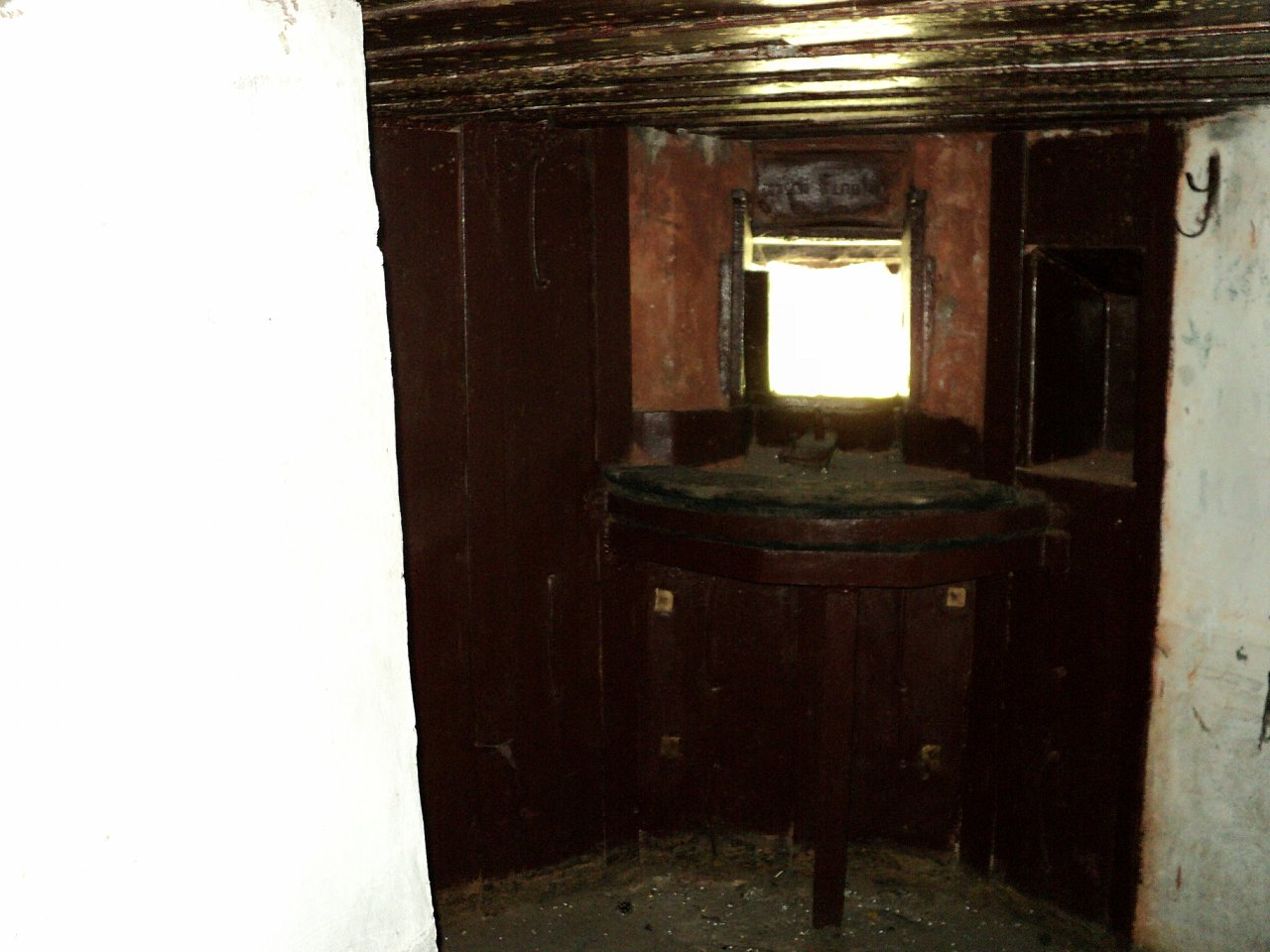
дот 105
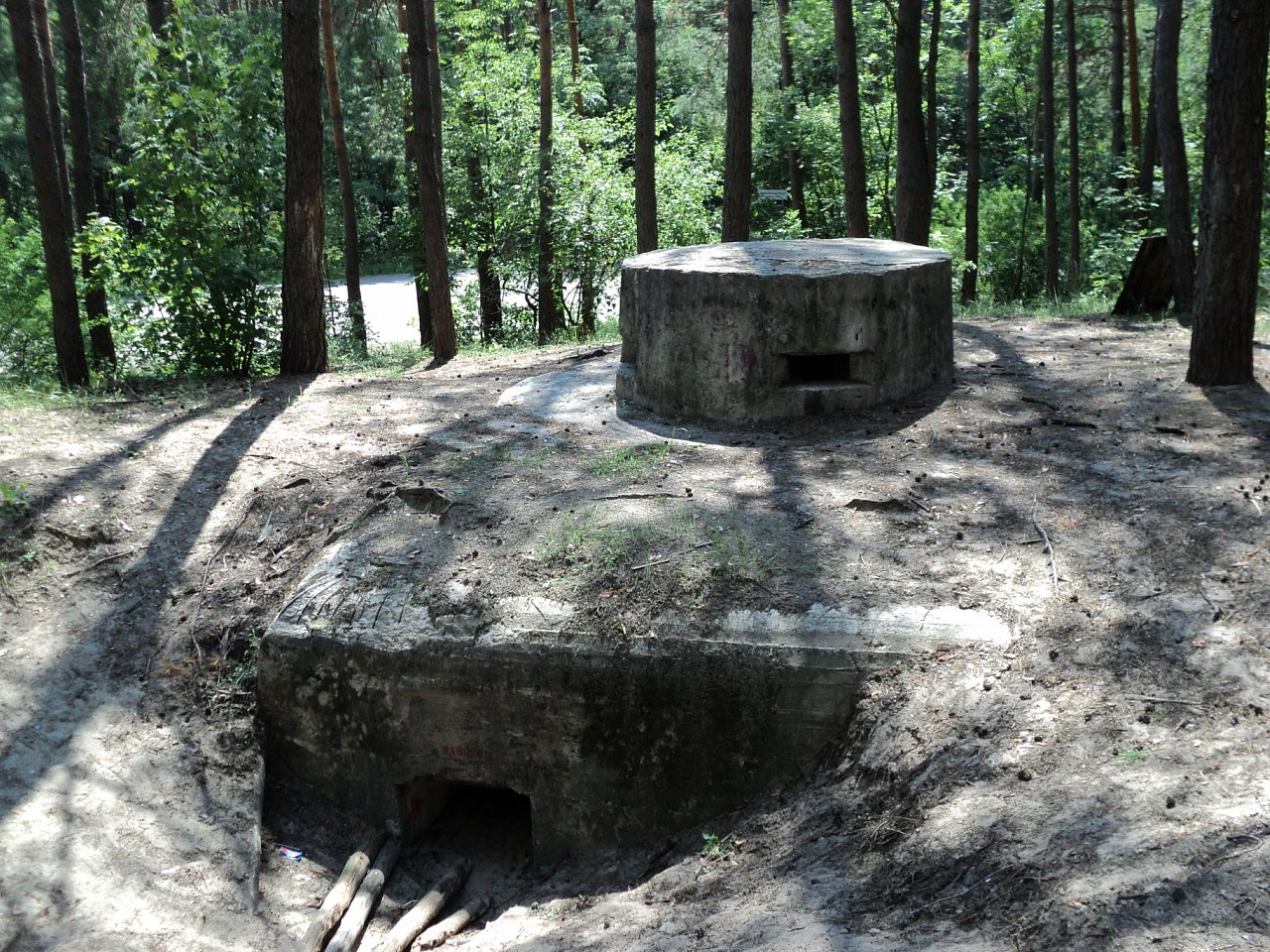
дот 107
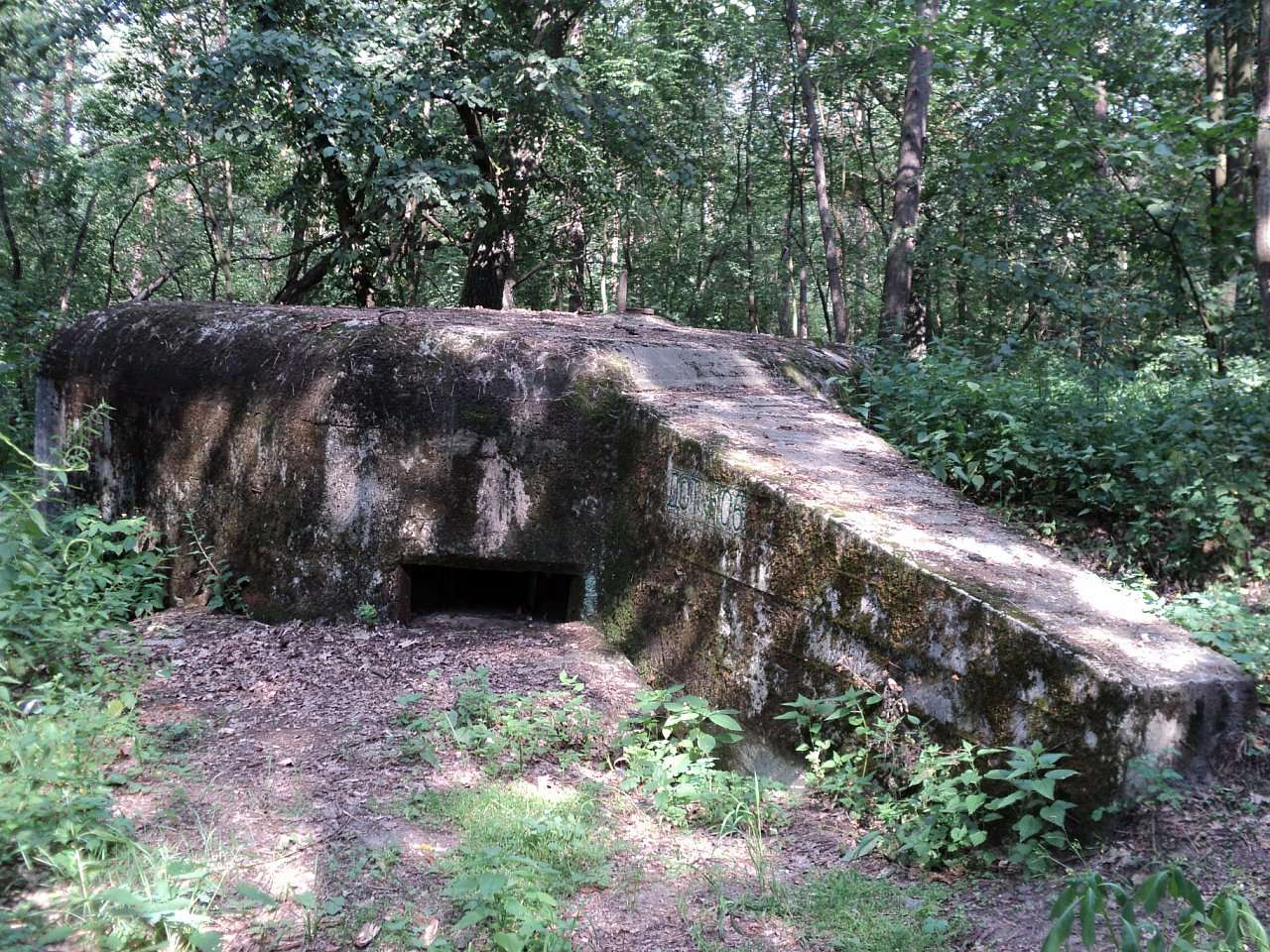
дот 106
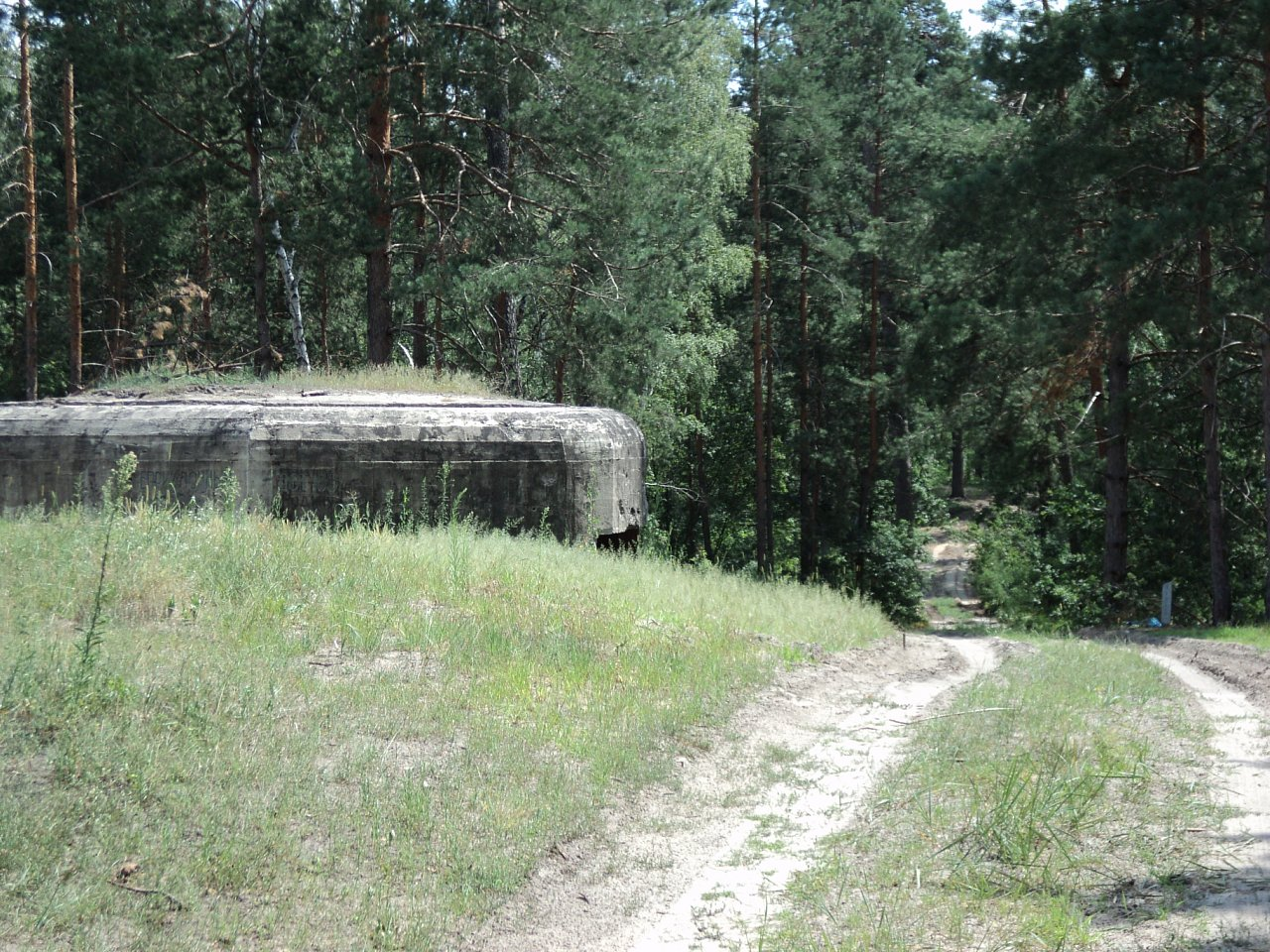
дот 105
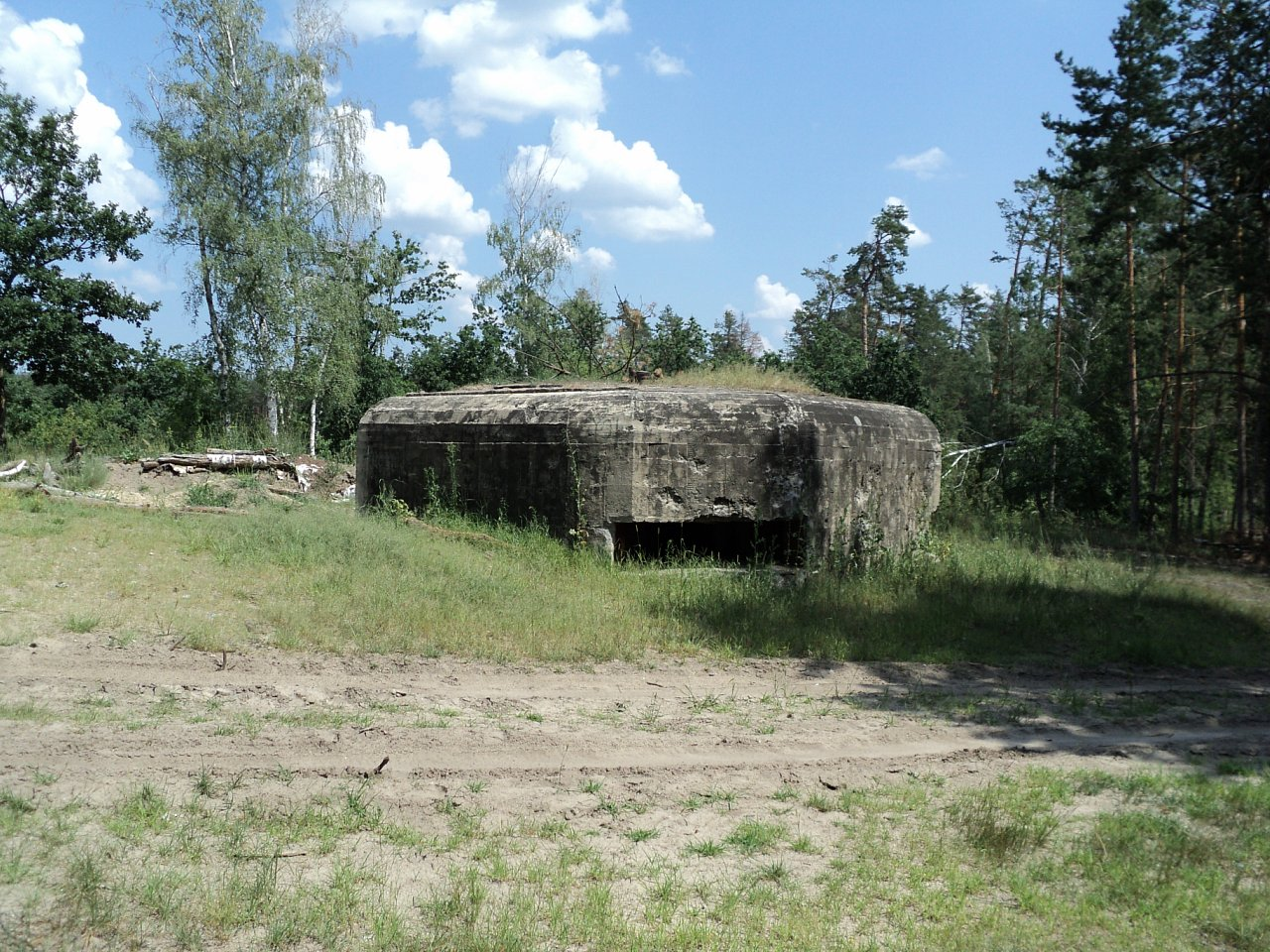
дот 105
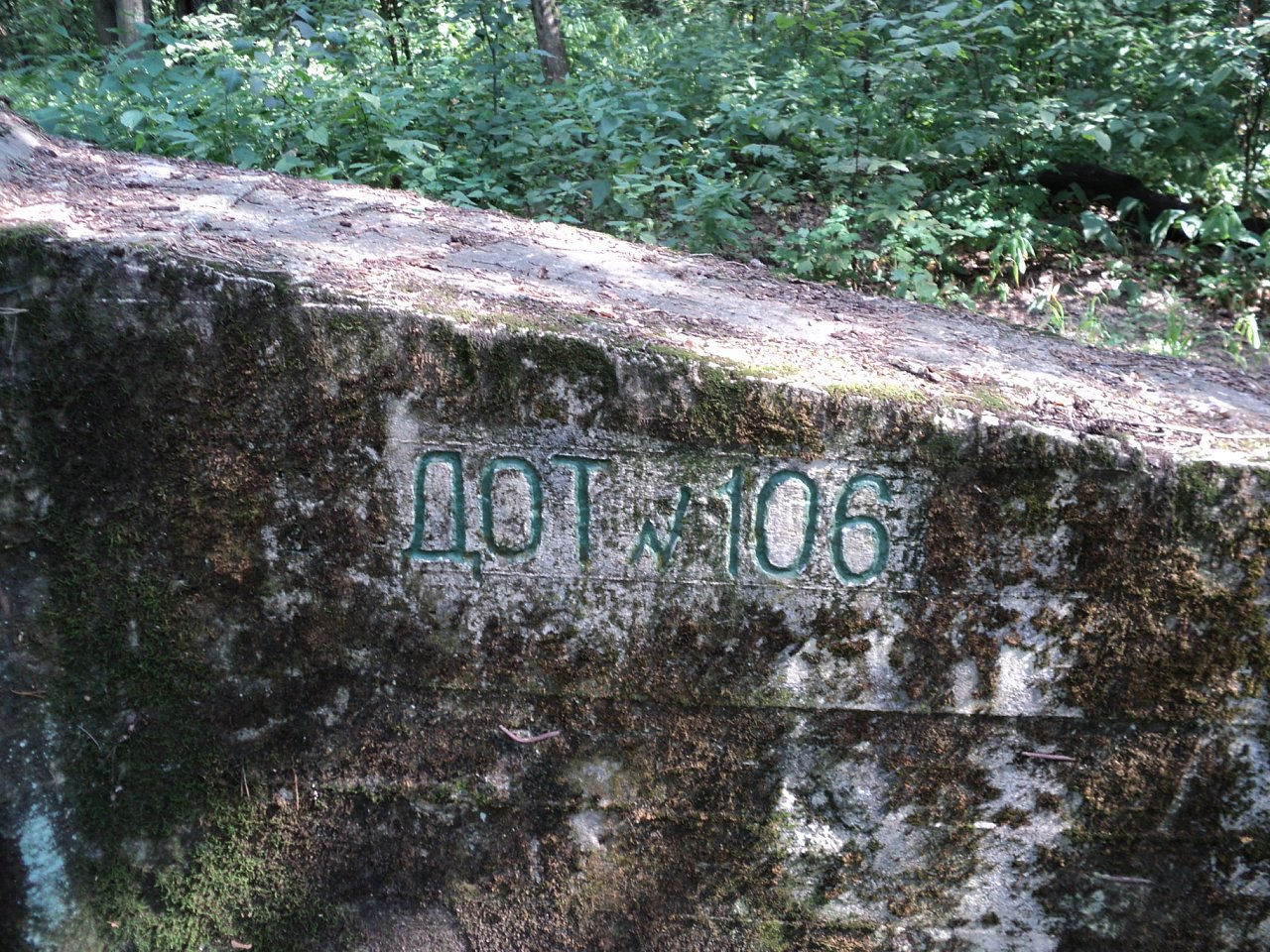
дот 106
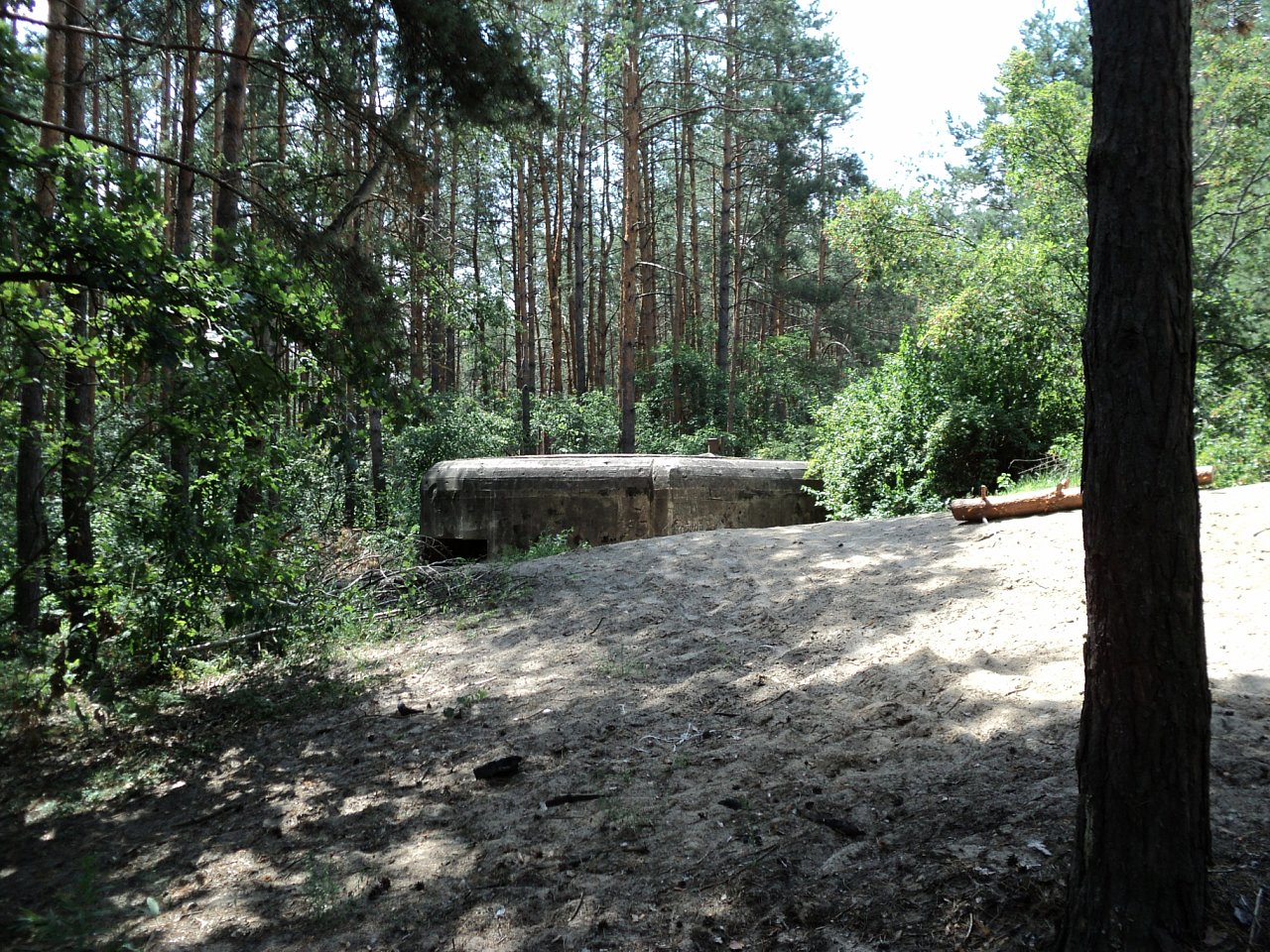
дот 104